# Nicky Guadagni
Nicky Guadagni (Montréal, 1º agosto 1952) è un'attrice canadese.

## Biografia
Nicky Guadagni è nata il 1º agosto 1952 a Montréal. Ha studiato al Dawson College e successivamente alla Royal Academy of Dramatic Arts di Londra. Ha iniziato a recitare nel 1983 nel cortometraggio Caroline. Successivamente, nel 1987 ha recitato in un episodio della serie TV Adderly. Nel 1988, ha interpretato Patsy nel film Martha, Ruth & Edie. A teatro, invece il suo primo ruolo è stato quello di Miranda, in una produzione de La Tempesta di William Shakespeare, al Teatro del West End di Londra. Inoltre è apparsa in altre produzioni teatrali, come ad esempio Sogno di una notte di mezza estate, Amleto, Il gabbiano e Invito di nozze.
È stata candidata quattro volte ai Gemini Awards per il suo lavoro in televisione. Nel 1998, ha vinto il premio come miglior attrice non protagonista per Innocenza tradita e nel 2004 come miglior attrice guest per Blue Murder. Dal 2001 al 2002, ha recitato in Nero Wolfe, interpretando circa di 13 ruoli. 
Nel 2004, ha recitato in alcuni episodi di Snakes & Ladders, L'undicesima ora, Alla corte di Alice, Doc e Blue Murder.
Nel 2006, ha recitato nel film Silent Hill e nella miniserie TV 11 settembre - Tragedia annunciata. 
Nel 2019, ha interpretato Hélène Le Domas nel film Finché morte non ci separi.

## Filmografia

### Attrice

#### Cinema
- Martha, Ruth & Edie, regia di Norma Bailey, Deepa Mehta e Danièle J. Suissa (1988)
- White Room, regia di Patricia Rozema (1990)
- House, regia di Laurie Lynd (1995)
- Crash, regia di David Cronenberg (1996)
- Cube - Il cubo (Cube), regia di Vincenzo Natali (1997)
- Blind Faith, regia di Ernest Dickerson (1998)
- Sleeping Dogs Life, regia di Stefan Scaini (1998)
- Appassionata: The Extraordinary Life & Music of Sonia Eckhardt-Gramatté, regia di Paula Kelly (2006)
- Silent Hill, regia di Christophe Gans (2006)
- Lars e una ragazza tutta sua (Lars and the Real Girl), regia di Craig Gillespie (2007)
- Finché morte non ci separi (Ready or Not), regia di Matt Bettinelli-Olpin e Tyler Gillett (2019)

#### Televisione
- Versione donna (A Matter of Sex), regia di Lee Grant - film TV (1984)
- Turning to Stone, regia di Eric Till - film TV (1985)
- Adderly - serie TV, episodio 2x11 (1987)
- The Squamish Five, regia di Paul Donovan - film TV(1988)
- Ai confini della realtà (The Twilight Zone) - serie TV, episodio 3x16 (1989)
- I Campbell (The Campbells) - serie TV, episodio 4x15 (1990)
- Street Legal - serie TV, 5 episodi (1990-1993)
- E.N.G. - Presa diretta (E.N.G.) - serie TV, 3 episodi (1990-1993)
- Un angolo in paradiso (A Little Piece of Heaven), regia di Mimi Leder - film TV (1991)
- La strada per Avonlea (Road to Avonlea) - serie TV, episodio 3x06 (1992)
- Legami d'amore (Bonds of Love), regia di Larry Elikann - film TV (1993)
- L'amore per la vita (My Breast), regia di Betty Thomas - film TV (1994)
- Forever Knight - serie TV, episodio 2x07 (1994)
- Friends at Last, regia di John David Coles - film TV (1995)
- The Possession of Michael D., regia di Michael Kennedy (1995)
- Due South - Due poliziotti a Chicago (Due South) - serie TV, episodio 2x03 (1995)
- Side Effects - serie TV, episodio 2x15 (1996)
- Lives of Girls & Women, regia di Ronald Wilson - film TV (1996)
- Undue Influence, regia di Bruce Pittman - film TV (1996)
- La stanza dei giurati (We the Jury), regia di Sturla Gunnarsson - film TV (1996)
- Under the Piano, regia di Stefan Scaini - film TV (1996)
- La casa di Mary (Buried Secrets), regia di Michael Toshiyuki Uno - film TV (1996)
- L'orgoglio di un padre (Hidden in America), regia di Martin Bell - film TV (1996)
- PSI Factor - serie TV, episodio 1x21 (1997)
- Rescuers: Stories of Courage: Two Women, regia di Peter Bogdanovich - film TV (1997)
- Piccoli brividi (Goosebumps) - serie TV, 2 episodi (1997)
- Johnny 2.0, regia di Neill Fearnley - film TV (1997)
- Innocenza tradita (Major Crime), regia di Brad Turner - film TV (1997)
- My Father's Shadow: The Sam Sheppard Story, regia di Peter Levin - film TV (1998)
- La tempesta del secolo (Storm of the Century) - miniserie TV, 3 episodi (1999)
- Ricky Nelson: Original Teen Idol, regia di Sturla Gunnarsson - film TV (1999)
- Foolish Heart - serie TV, episodio 1x06 (1999)
- Il silenzio dell'amore (Forget Me Never), regia di Robert Allan Ackerman - film TV (1999)
- The Golden Spiders: A Nero Wolfe Mystery, regia di Bill Duke - film TV (2000)
- Dirty Pictures, regia di Frank Pierson - film TV (2000)
- The Last Debate, regia di John Badham - film TV (2000)
- A Taste of Shakespeare - serie TV, 2 episodi (2000-2010)
- Nero Wolfe (A Nero Wolfe Mystery) - serie TV, 15 episodi (2001-2002)
- Soul Food - serie TV, episodio 3x10 (2002)
- Salem Witch Trials, regia di Joseph Sargent - film TV (2002)
- Queer as Folk - serie TV, episodio 3x02 (2003)
- Snakes & Ladders - serie TV, episodio 1x02 (2004)
- L'undicesima ora (The Eleventh Hour) - serie TV, episodio 2x04 (2004)
- Alla corte di Alice (This Is Wonderland) - serie TV, 3 episodi (2004)
- Doc - serie TV, episodio 4x15 (2004)
- Blue Murder - serie TV, episodio 4x07 (2004)
- Beethoven's Hair, regia di Larry Weinstein - film TV (2005)
- Beautiful People - serie TV, episodio 1x09 (2006)
- Booky Makes Her Mark, regia di Peter Moss - film TV (2006)
- Absolution, regia di Holly Dale - film TV (2006)
- 11 settembre - Tragedia annunciata (The Path to 9/11) - miniserie TV, 2 episodi (2006)
- Angela's Eyes - serie TV, episodio 1x13 (2006)
- Why I Wore Lipstick to My Mastectomy, regia di Peter Werner - film TV (2006)
- The Plateaus - serie TV, 4 episodi (2015)
- Saving Hope - serie TV, episodio 4x08 (2015)
- Damien - serie TV, episodio 1x07 (2016)
- The Handmaid's Tale - serie TV, 2 episodi (2018)
- Transplant - serie TV, episodio 3x11 (2023)
- Star Trek: Strange New Worlds - serie TV, episodio 2x02 (2023)

### Doppiatrice
- La sfera del tempio orientale (Wild C.A.T.S: Covert Action Temas) - serie TV, 13 episodi (1994-1995)
- Allacciate le cinture! Viaggiando si impara (The Magic School Bus) - serie TV, episodio 4x05 (1997)
- Mythic Warriors: Guardians of the Legend - serie TV, episodio 1x04 (1998)
- Atomic Betty - serie TV, episodio 1x20 (2004)

## Doppiatrici italiane
Nelle versioni in italiano delle opere in cui ha recitato, Nicky Guadagni è stata doppiata da:
- Aurora Cancian in Cube - Il cubo, Finché morte non ci separi, Transplant
- Rosalba Bongiovanni in Piccoli brividi
- Lorenza Biella in Reacher